# Barnkowo
Barnkowo [barnˈkɔvɔ] (tiếng Đức: Bernickow, Bernikow) là một ngôi làng thuộc khu hành chính của Gmina Chojna, thuộc quận Gryfino, West Pomeranian Voivodeship, ở phía tây bắc Ba Lan, gần biên giới Đức.
Trước năm 1945, khu vực này là một phần của Brandenburg (Vùng Frankfurt) thuộc Phổ, Đức. Đối với lịch sử của khu vực, xem tháng ba mới.
Làng có dân số 28 người.

## Cư dân đáng chú ý
- Werner Gust (1910 Dòng1979), sĩ quan Wehrmacht